# Bernhard Wilhelm von Rhede

Wappen derer von Rhede (Westfalen). In Silber zwei schwarze, eckig-geschobene Querbalken

Bernhard Wilhelm von Rhede (* 1658; † 24. Oktober 1721) war von 1704 bis 1721 Großprior von Deutschland des Johanniterordens und Reichsfürst von Heitersheim.

## Leben und Karriere
Bernhard Wilhelm von Rhede, Spross des niederländischen Zweigs des ursprünglich westfälischen Adelsgeschlechts Rhede, wurde 1658 als Sohn des Johann Albert Freiherr von Rhede zu Brandlicht und der Agnes Sibylla von Asbeck zu Goor geboren. Sein Bruder Johann Heinrich (* um 1600) war Domherr in Münster. Am 17. November 1678 trat er in Malta in den Johanniterorden ein. Nach der Ableistung der sogenannten Karawanen-Dienste (Kaperfahrten) war er von 1681 bis 1690 Rat der deutschen Zunge in Malta. Schon 1684 erhielt er die kombinierte Kommende Leuggern-Klingnau, die er 1700 wieder abgab. 1698 erhielt er die Kommenden Herrenstrunden und Burg an der Wupper, die er bis 1721 innehatte. Am 18. August 1696 wurde er (Titular-)Bailli von Brandenburg (bis 9. Juni 1702), danach erhielt er vom 9. Juni 1702 bis 16. September 1702 das Amt des Großbailli. Anschließend wurde er bis 1. August 1704 Titular-Prior von Dacien, ein Titel, den er mit seiner Ernennung zum Großprior wieder abgeben musste. Als Großprior wurde er zugleich Kommendator von Bubikon. Bernhard Wilhelm von Rhede starb am 21. Oktober 1721 in Malta.